# 雷曼扎科
雷曼扎科（義大利語：Remanzacco），是意大利乌迪内省的一个市镇。总面积30.6平方公里，人口6025人，人口密度196.9人/平方公里（2009年）。ISTAT代码为030091。